# Pikuniku
『Pikuniku』（ピクニック）は、フランスとイギリスのゲームクリエイターで構成されたスタジオSectordubが開発し、Devolver Digitalより発売されたアクションパズルゲーム。

## 概要
奇妙な姿の生物たちが生活し明るい雰囲気ながらもカメラの監視下にあるディストピアの世界がコミカルに描かれた作品。住民に金銭をばらまきつつ暗躍する企業・サンシャイン社（Sunshine Inc.）の陰謀を暴くべく、主人公のPikuがレジスタンスのメンバーと力をあわせ、様々な謎解きを行いながら冒険する。
本作の開発は、パリ在住のRémi Forcadellが2016年5月31日にTwitter上で本作の原型の動画を投稿した際、これを見たロンドン在住のArnaud De Bockが直ぐに連絡して共同開発を持ちかけたことがきっかけとなり、以降、いずれもロンドン在住のプログラマーAlan Zucconiと作曲家Calum Bowenを加えた4人を主要メンバーとし遠隔地同士を結んだリモート環境で開発が進められた。
作風について、De Bockは、日本の漫画・アニメ・ゲームや「カワイイ」文化から大きな影響を受けたとしており、タイトルの『Pikuniku』表記も日本語の「ピクニック」に由来している。

## システム
サイドビューで描かれた各エリア内でPikuを操作し、基本アクションとして、ジャンプ、キック、丸まりを行う。キックは物やキャラクターを飛ばしたり脆い壁を破壊したりする効果のほか、一部の場所にあるフックに足を掛けると遠心力で遠くまで飛ぶことができる。丸まった状態では体を転がして高速移動ができ、水中では沈み込む。また、冒険の中で手に入る帽子などの装飾アイテムの装着時に専用アクションが追加されることもあり、一部のアクションは謎解きにも使用する。
本作では、1人プレイ用のストーリーモードに加え、2人同時プレイ専用の「いっしょにプレイ」モードもある。このモードでは、1プレイヤーがPikuを、2プレイヤーがNiku（Pikuに似たキャラクター）を操作する。協力しながらゴール地点到達を目指す9つのステージと、ボールを蹴って相手側のゴールリングに入れるバスケットボールのような3点先取の対戦ミニゲーム「バスキック」が含まれている。

## 評価
- Ludicious（英語版） 2019 Awards 「Innovation in Games Awards」ノミネート[11]